# Romantikens konst

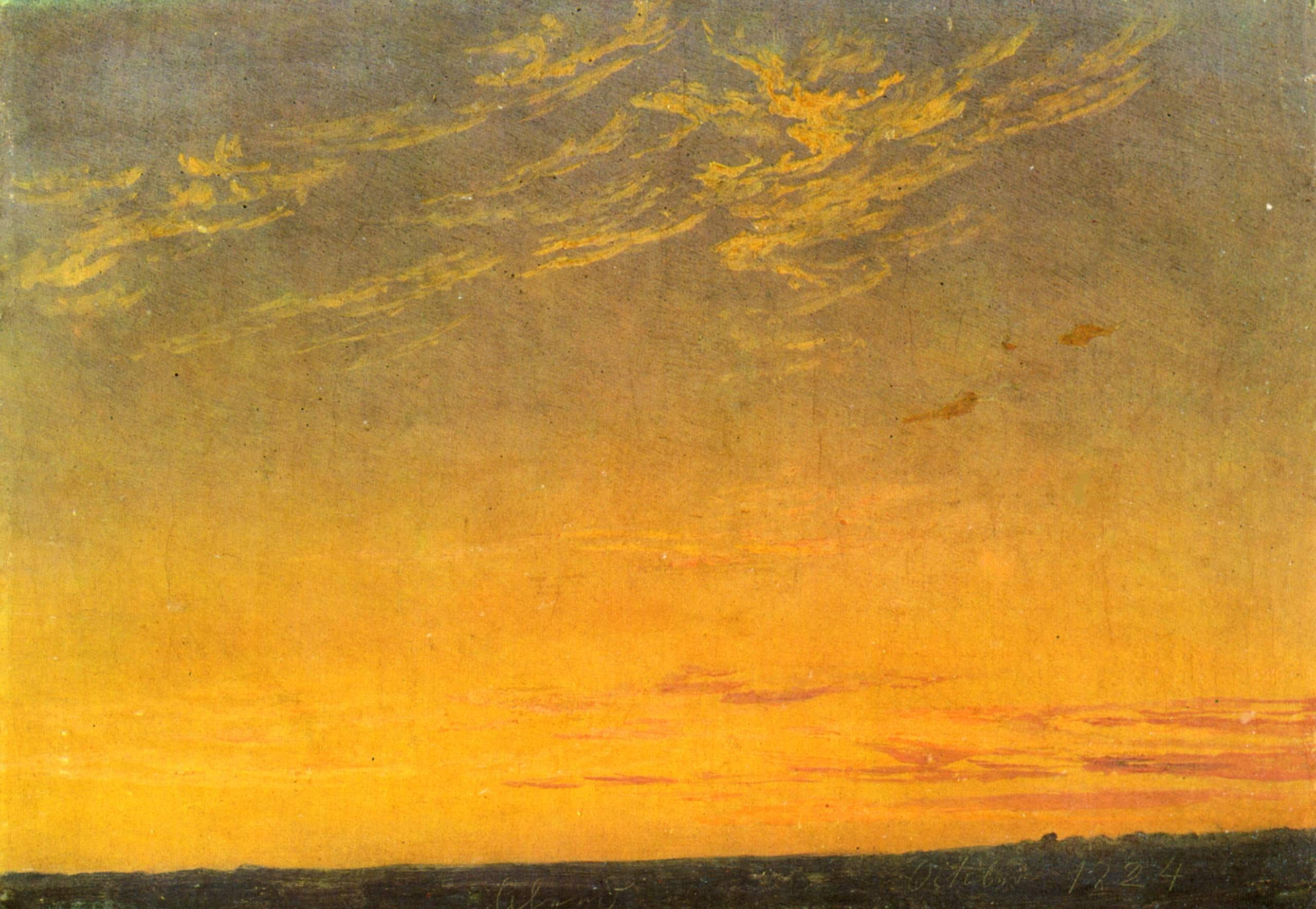
Caspar David Friedrich

Romantikens bildkonst är en del av den estetiska utvecklingen under romantiken som tog sin början runt 1800 efter upplysningstiden och varade till senare delen av 1800-talet då realismen och naturalismen tog över.  Romantikens bildkonst sysslade gärna med stora och himlastormande känslor, i kontrast till upplysningstidens nyktra tilltro till förnuftet, och detta är en dualism som återkommer även senare i historien.

Philipp Otto Runge

| ”                           | När man säger Romantiken säger man/…/innerlighet, andlighet, färg, strävan efter det oändliga med alla medel som är egna för konsten. | „ |
| – –Charles Baudelaire, 1846 | |   |

## Idéinnehåll
Romantisk konst är ett begrepp för en bred och mångskiftande strömning som i olika grad gjorde sig gällande omkring 1770-1850, och för en tendens i konsten med tonvikt vid individens personliga uttryck och känslor, och individens rätt att som skapande ingenium slippa alla band, inte minst av de normer som utvecklats inom den klassiska traditionen. 

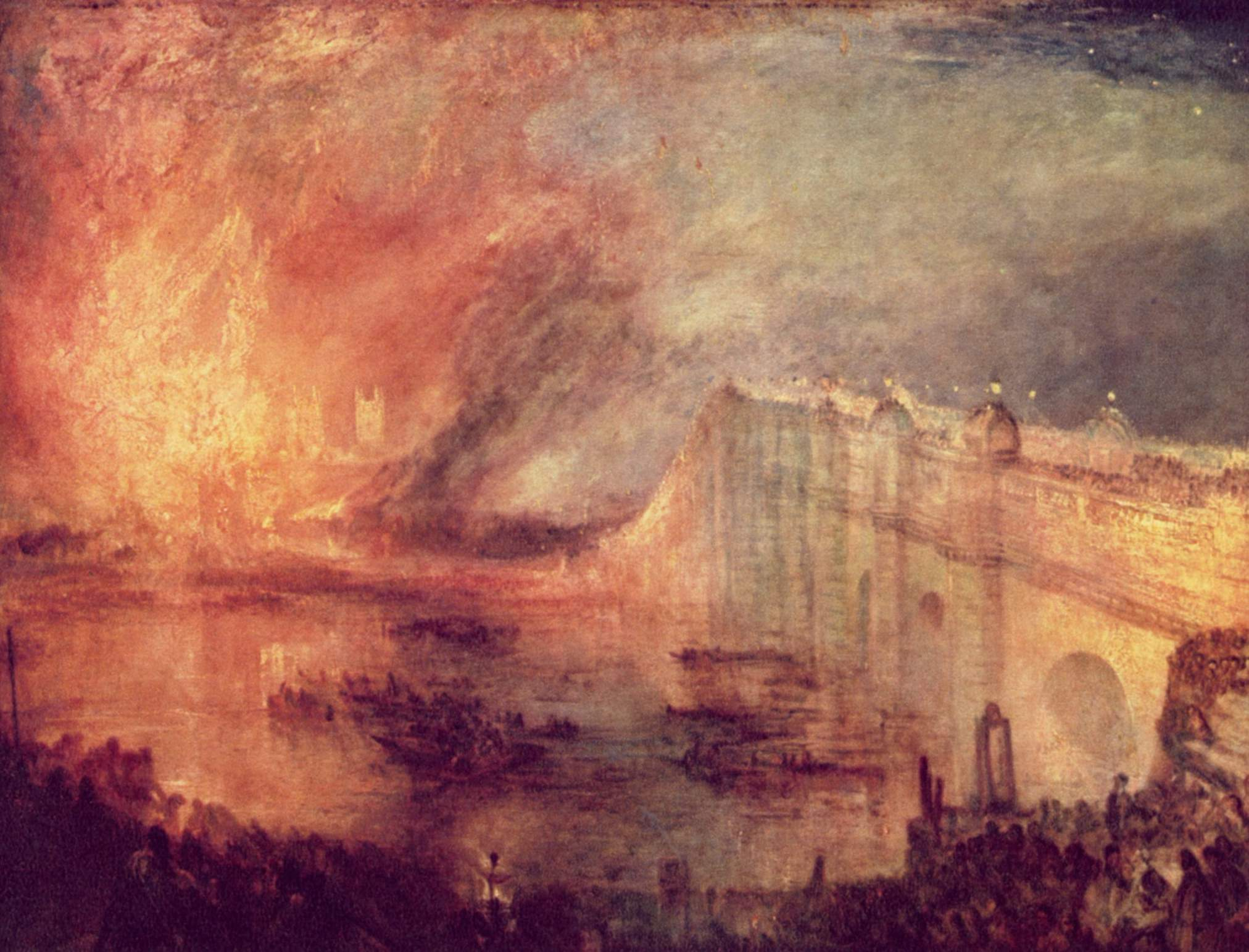
William Turner

## Motiv
Inom bildkonsten återspeglas naturen som känslolandskap, särskilt märkbart är detta i Caspar David Friedrichs målningar och i det engelska måleriet. Det senare utvecklade ljustekniken, men bröt mot rådande normer i färgkombinationer, som hos William Turner hos vilken även konturerna löses upp och formerna subjektivisternas. Storslagna naturscenerier, gärna i månljus eller dimma, lockade fram de sentiment som romantiken uppskattade. Men det fanns också en skräckens, religionens och det sublimas romantik som i Füsslis mardrömmar och Goyas krigsbilder. Romantikens emotivism gestaltade sig också genom att rörelsen infördes i motivet, till exempel genom skildringar av vind och moln som hos John Constable, som började trenden med oblandade färger som sedda på avstånd bröts med andra färger på duken. Tekniken upptogs av hans elev Eugéne Delacroix, som är en av romantikens främsta företrädare även i motiven, vilka hämtades från medeltiden (Dante, Shakespeare), exotiska länder och mytologins värld. 
Människan är vanligen det centrala motivet i bilden, såsom i Thomas Gainsboroughs bilder. Den svenska Konstakademien drillade under denna tid studenterna i figurteckning och komposition, och Gustaf Trolle-Bondes Säfstaholms slott var konstens centrum. Under 1880-talet blev symbolismen ett försök att förnya den romantiska bildkonsten. Det finns också konstnärer i vår egen tid som refererat till romantiken i sitt arbete, exempelvis Ola Billgren i de sista abstrakta målningarna eller norrmannen Odd Nerdrum med sina apokalyptiska och tekniskt perfekta målningar med påverkan också av den äldre pre-modernistiska konsten.

## Arkitekturpåverkan
Nyklassicismen verkade parallellt med romantiken, men Nygotik förekom särskilt i den engelska arkitekturen. Under slutet av romantiken uppstår varianten biedermeier, men även i ren form fortfar romantiken att vara en viktig strömning i konsten till första världskriget.

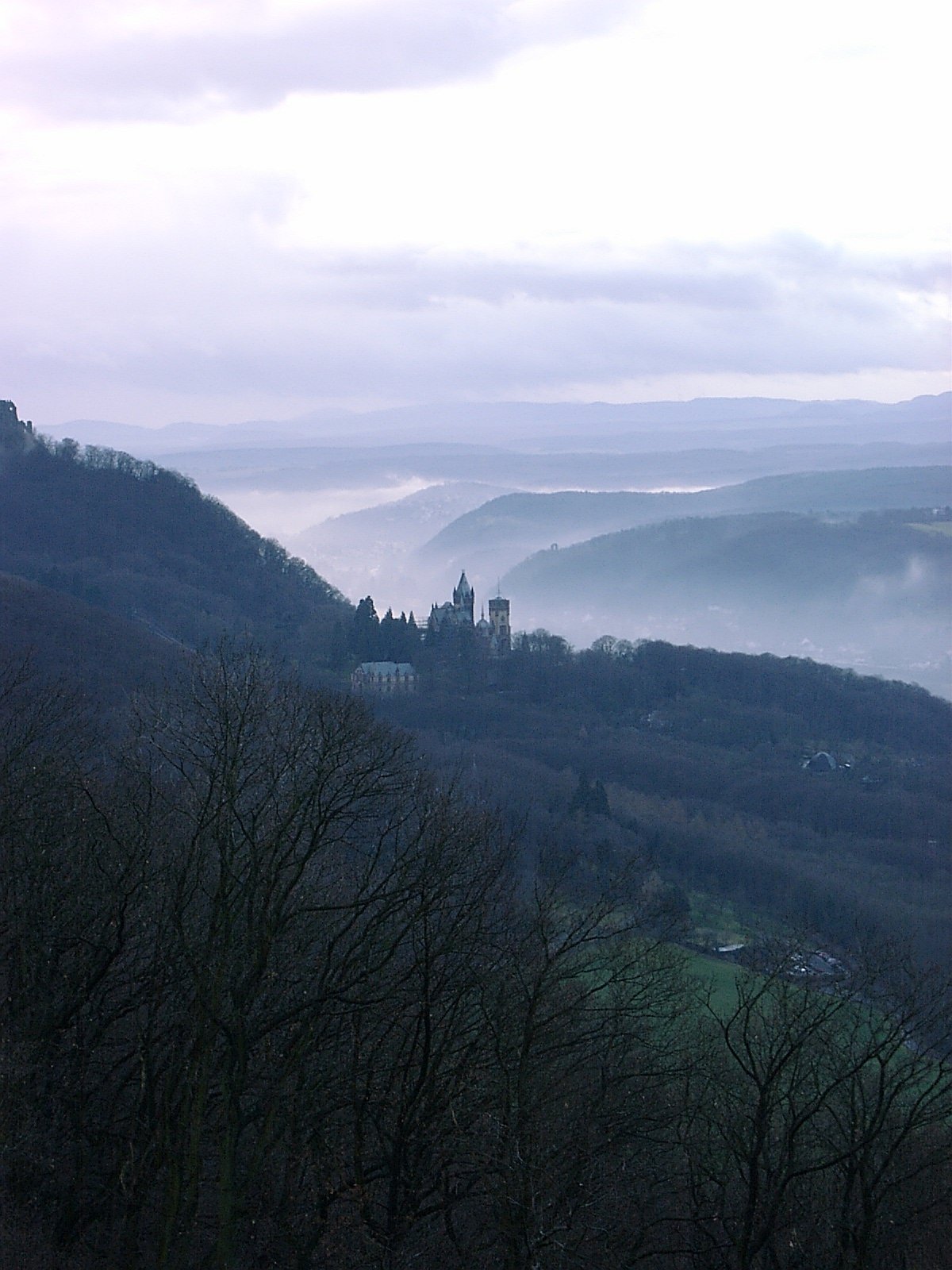
Foto av slottet Drachenburg i Rhendalens morgondimma, ett sent exempel på romantisk arkitekturpåverkan

## Konstnärer
- William Blake
- Frederic E. Church
- Thomas Cole
- John Constable
- Eugéne Delacroix
- Caspar David Friedrich
- Johann Heinrich Füssli
- Théodore Géricault
- Francisco de Goya
- Francesco Hayez
- Philipp Otto Runge
- Joseph Mallord William Turner

## Konstnärsgrupper
- Nasarenerna (Tyskland, 1809-1820)
- Prerafaeliterna (England, 1848-1853)

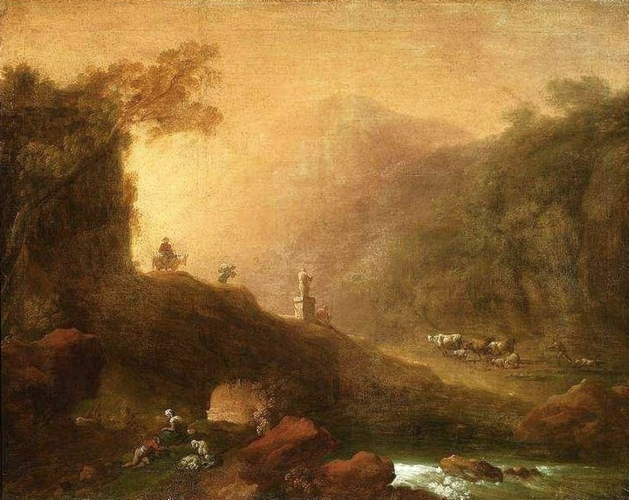
Romantisk scen, Franciszek Ksawery Lampi
Molnstudie, John Constable
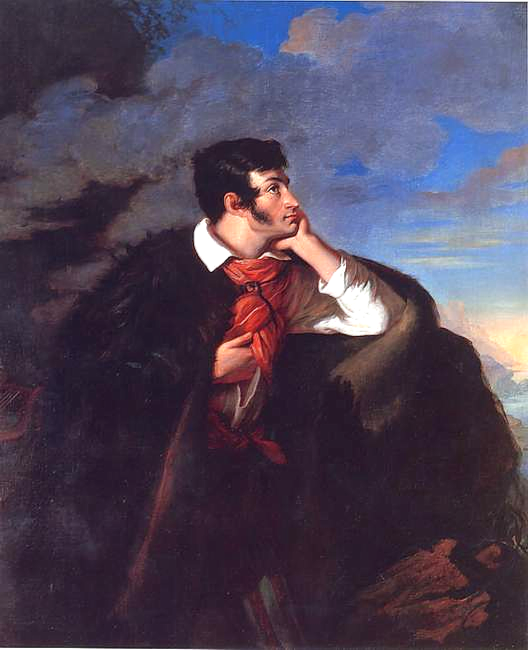
Adam Mickiewicz
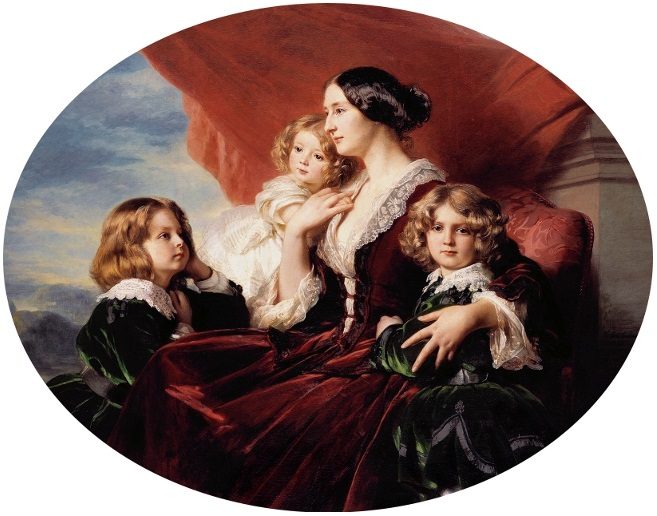
Elizabeta Krasinska
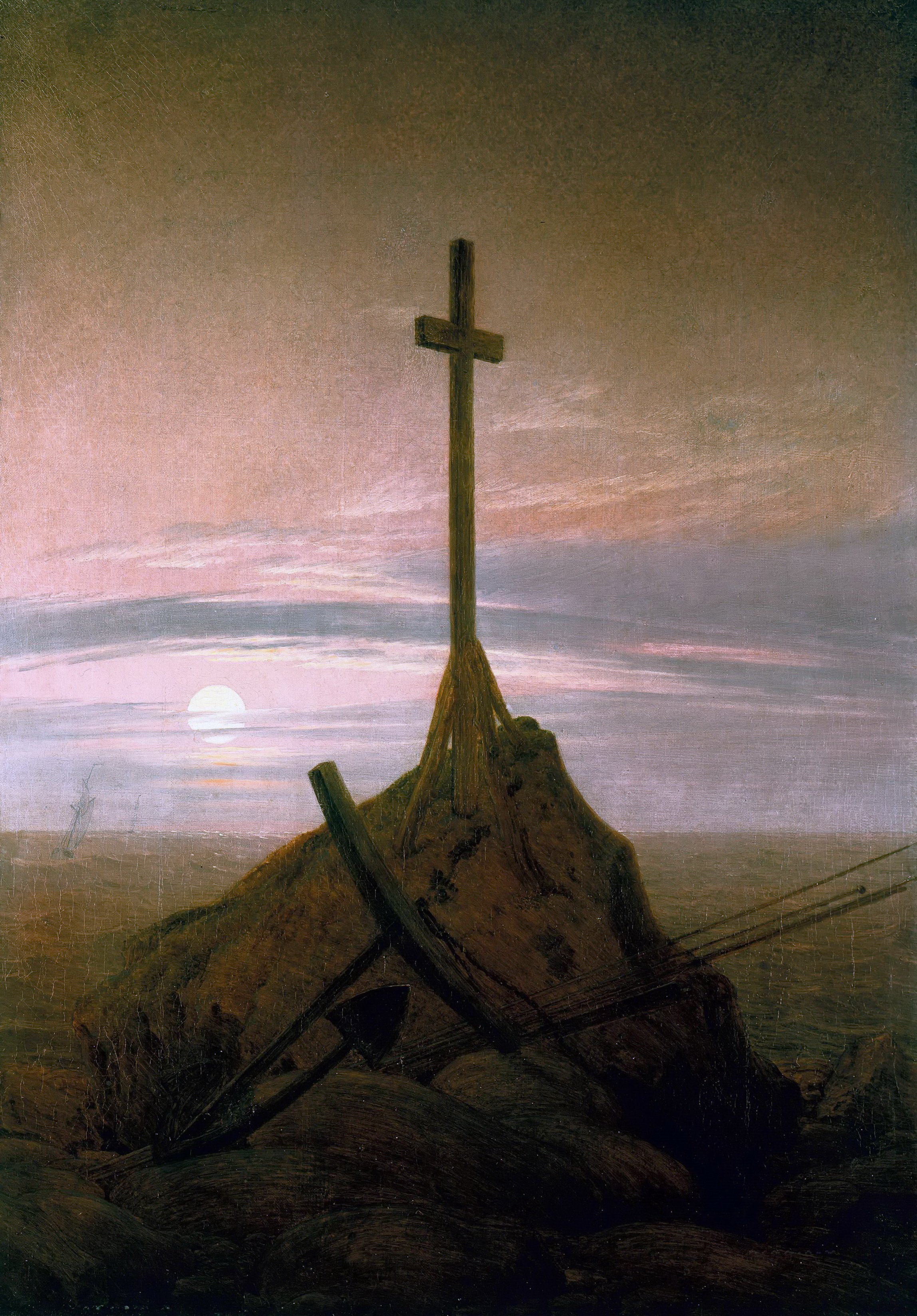
Kreuz an der Ostsee, Caspar David Friedrich
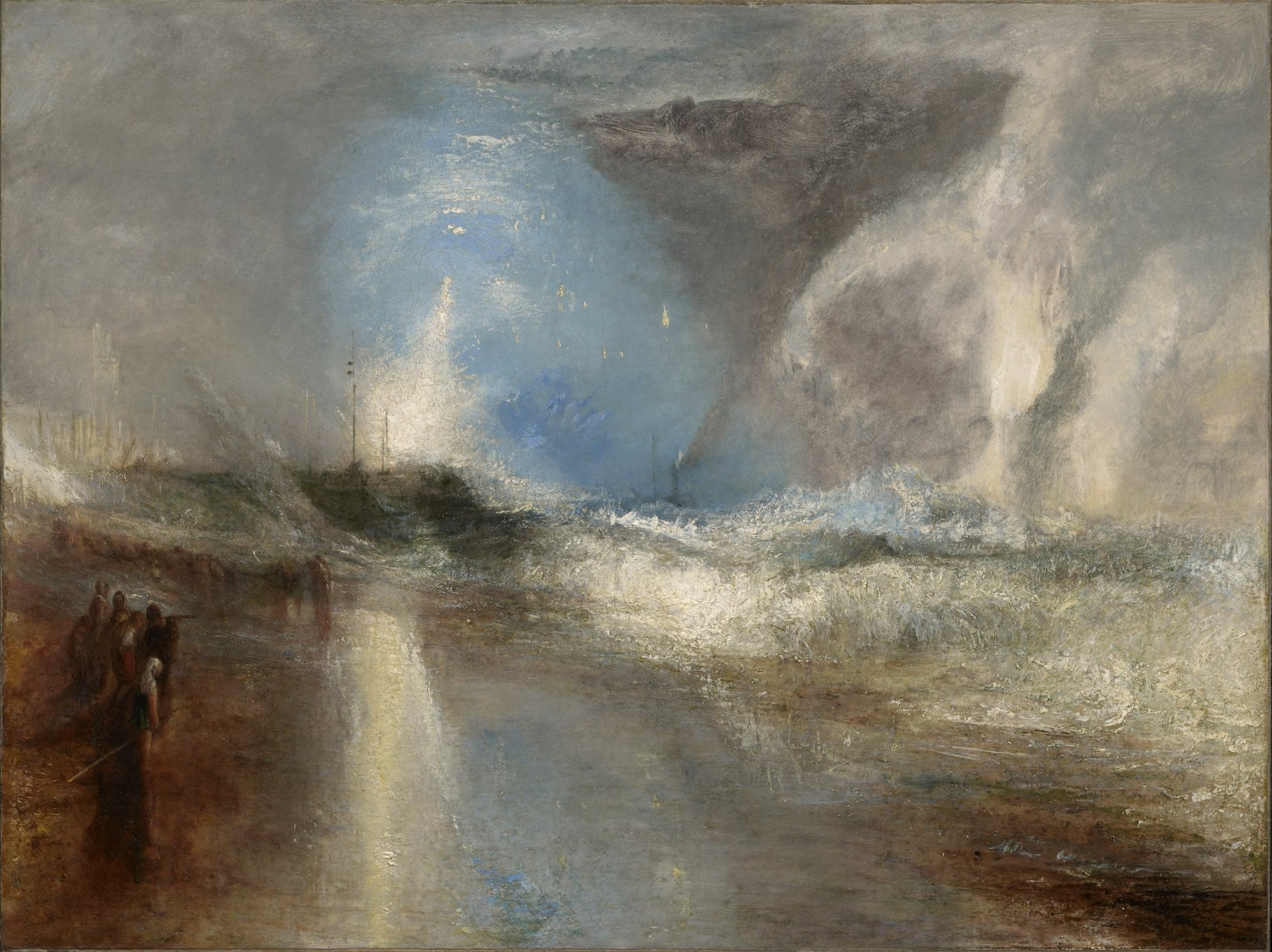
William Turner
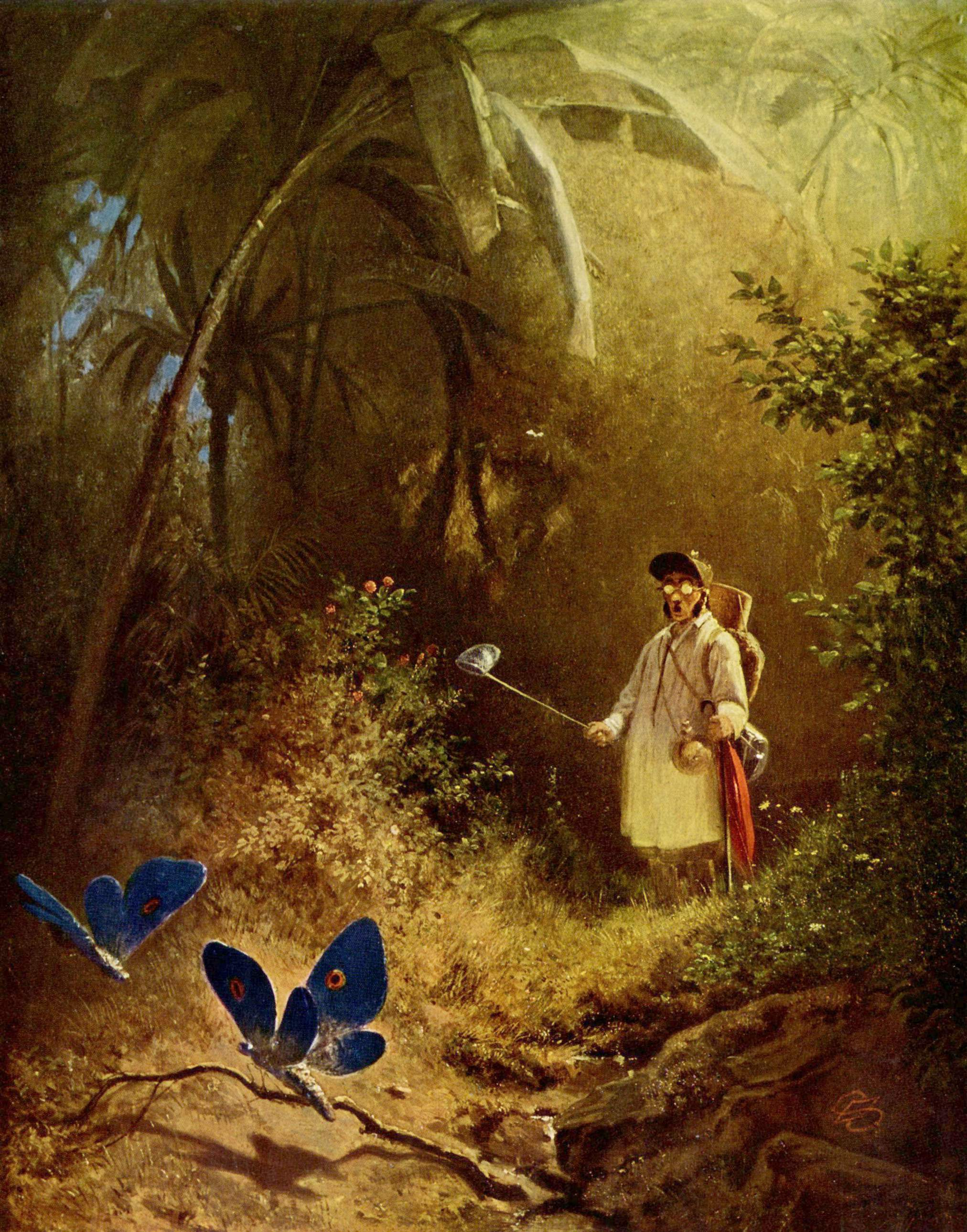
Der Schmetterlingsjäger, Carl Spitzweg
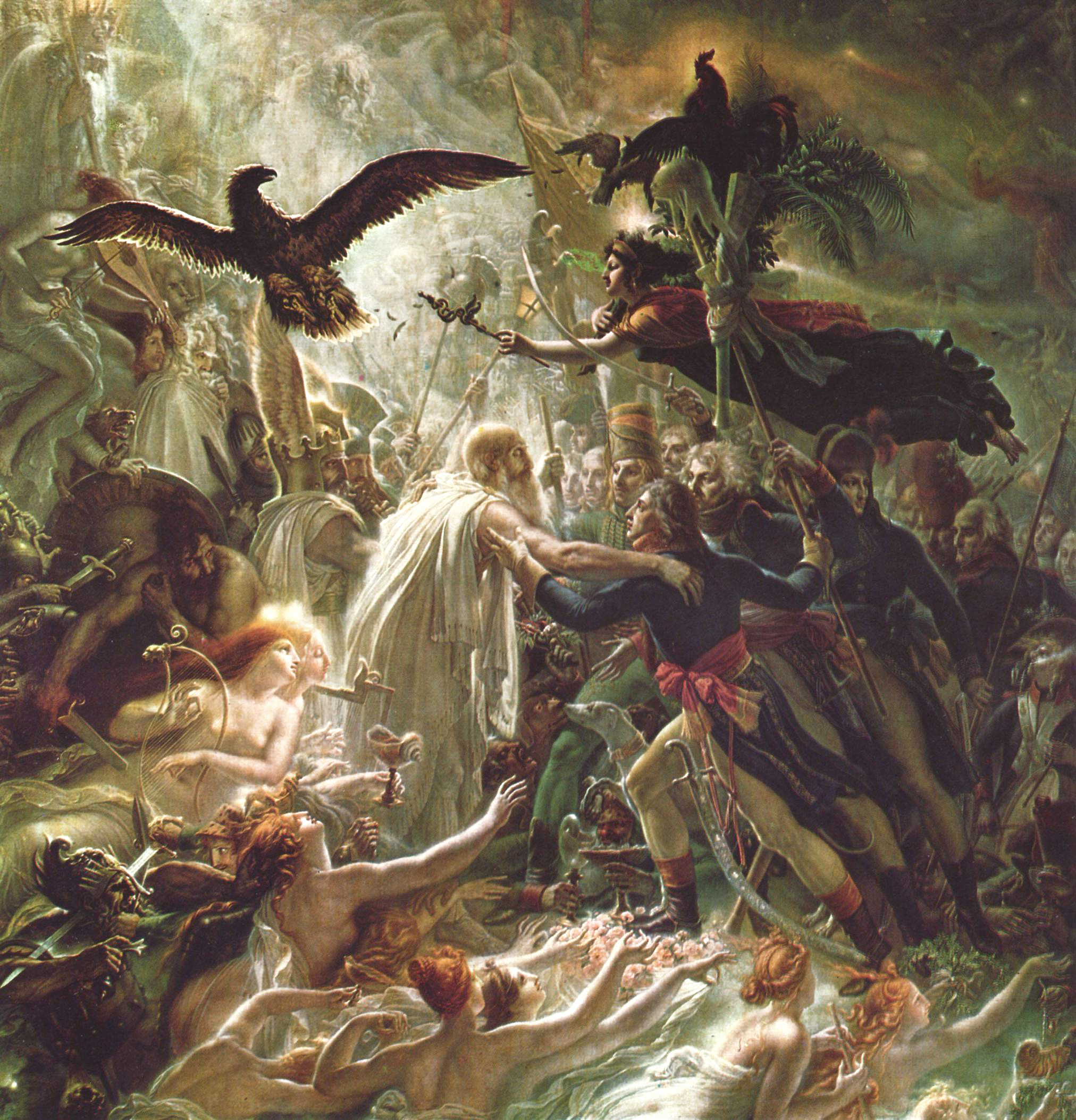
L’Apothéose, Anne Louis Girodet-Trioson